# Кауса лименья
Кауса лименья (исп. causa limeña, causa a la limeña, causa) — популярное блюдо перуанской кухни. Представляет собой уложенный слоями салат, основой для которого служит очищенный и размятый до пюреобразного состояния варёный картофель в мундире. Начинка каузы может состоять из разных продуктов: креветок, тунца, индейки или курицы. В качестве заправки используется майонез.
Салат готовят на Новый год, в дни рождения, а также подают на стол для гостей.

## Происхождение
Существует версия, что название блюда происходит от слова kawsay, означающего на языке индейского народа кечуа «то, что кормит». Сведений о возникновении каусы очень мало.
Во время Второй тихоокеанской войны (1879–1883), когда чилийцы вторглись в Лиму, перуанские войска нуждались в помощи, в связи с чем было объявлено о добровольном сборе средств. В это время из пожертвованных для армии продуктов питания (картофеля, моркови, кукурузы и т. д.) женщины возможно и начали готовить салат, известный сегодня как кауса. В качестве заправки, вместо традиционного в настоящее время майонеза, использовали сок лимона и масло.

## Приготовление
Для приготовления салата используют papa amarilla, один из древнейших сортов перуанского картофеля.
Картофель отваривают в мундире, очищают его и разминают горячим до пюреобразного состояния, после чего дают остыть.
Затем 5—7 минут на среднем огне пассеруют в масле до золотистого цвета раздавленный чеснок и крупно нарезанные жёлтый перец, лук и перец чили.
Обжаривают на разогретом масле 3—5 минут креветки и охлаждают. Мелко нарезают десять креветок и две оставляют в качестве украшения. Мелко рубят стебли сельдерея и смешивают с креветками. Добавляют две столовых ложки майонеза и перемешивают.
Очищают авокадо и нарезают ломтиками.
С помощью кольца по очереди выкладывают: слой картофельного пюре, затем ломтики авокадо, вновь картофель, креветки и опять картофельное пюре.
Разрезают две креветки и на каждую порцию блюда выкладывают половинки.
В завершении украшают каусу половинкой яйца, петрушкой и маслиной.